# Анна Мартон
Анна Мартон (угор. Anna Márton, 31 березня 1995, Будапешт) — угорська фехтувальниця на шаблях, чемпіонка світу, призерка чемпіонату Європи.

## Виступи на Олімпіадах
| Олімпіада           | Дисципліна          | Місце |
| ------------------- | ------------------- | ----- |
| Ріо-де-Жанейро 2016 | індивідуальна шабля | 10    |
| Токіо 2020          | індивідуальна шабля | 4     |
| Токіо 2020          | командна шабля      | 8     |
| Париж 2024          | індивідуальна шабля | 8     |
| Париж 2024          | командна шабля      | 6     |